# Athemellus longipennis
Athemellus longipennis is een keversoort uit de familie soldaatjes (Cantharidae). De wetenschappelijke naam van de soort werd in 1947 gepubliceerd door Maurice Pic.